# کارلوس ایبانیس دل کامپو
کارلوس ایبانیس دل کامپو (انگلیسی: Carlos Ibáñez del Campo؛ ۳ نوامبر ۱۸۷۷ – ۲۸ آوریل ۱۹۶۰) یک سیاستمدار اهل شیلی بود. وی دو بار از ۲۱ ژوئیه ۱۹۲۷ تا ۲۶ ژوئیه ۱۹۳۱ و از ۳ نوامبر ۱۹۵۲ تا ۳ نوامبر ۱۹۵۸ رئیس‌جمهور این کشور بود.
کارلوس ایبانیس دل کامپو در ۲۸ آوریل ۱۹۶۰، در سن ۸۲ سالگی درگذشت.